# Säynäjäjärvi (sjö i Lappland, lat 67,02, long 27,76)
Säynäjäjärvi är en sjö i Finland. Den ligger i kommunen Pelkosenniemi i landskapet Lappland, i den norra delen av landet, 800 km norr om huvudstaden Helsingfors. Säynäjäjärvi ligger 159,7 meter över havet. Den är 2,3 meter djup. Arean är 92,1 hektar och strandlinjen är 4,22 kilometer lång. Sjön  ingår i Kemi älvs huvudavrinningsområde. 